# Joseph Acabá
Joseph Michael Acabá (* 17. května 1967, Ingelwood, Kalifornie, Spojené státy americké) je americký hydrogeolog a od roku 2006 astronaut NASA. Roku 2009 absolvoval krátkodobý kosmický let (mise STS-119) na Mezinárodní vesmírnou stanici (ISS). V květnu 2012 vzlétl na ISS podruhé, tentokrát k dlouhodobému pobytu jako člen Expedice 31 a 32.

## Životní dráha

### Mládí a školy
V roce 1990 ukončil úspěšně na univerzitě v Santa Barbaře (Kalifornie) studium geologie a o dva roky později na University of Arizona získal v tomto oboru vysokoškolský titul.

### Zaměstnání, kariéra v NASA
V roce 2004 byl zaměstnán na Dunnellon Middle School a stal se téhož roku (5. června 2004) kandidátem na místo astronauta u NASA (JSC, Houston). V roce 2006 byl mezi astronauty zařazen.
Acabá byl nominován jako specialista mise do posádky letu STS-119, jehož start byl naplánován na 4. prosince 2008. Po řadě odkladů posádka s Acabou odstartovala 16. března 2009. Při této misi byla na Mezinárodní vesmírnou stanici dopravena poslední sada solárních panelů.

V listopadu 2009 se objevily zprávy o jeho jmenování do Expedice 31/32 s plánovaným startem k ISS v březnu 2012, 8. července 2010 informaci oficiálně potvrdila NASA. V Sojuzu TMA-04M vzlétl na oběžnou dráhu 15. května 2012 společně s Gennadijem Padalkou a Sergejem Revinem, o dva dny později se připojili k posádce ISS. Po čtyřech měsících pobytu na ISS se Padalka, Revin, Acabá vrátili do Sojuzu, 16. září 2012 v 23:09:00 UTC se s lodí odpojili od stanice a druhý den v 02:52:53 UTC přistáli v kazašské stepi severovýchodně od Arkalyku. Let trval 124 dní, 23 hodin a 52 minut.